# Burg Rosenegg (Hegau)
Die Burg Rosenegg ist die Ruine einer mittelalterlichen Höhenburg auf einem Bergkegel bei 538 m ü. NHN am Nordhang des Rosenegg, direkt hinter dem Berggasthof Burg Rosenegg in der baden-württembergischen Gemeinde Rielasingen-Worblingen im Landkreis Konstanz in Deutschland.

## Geschichte

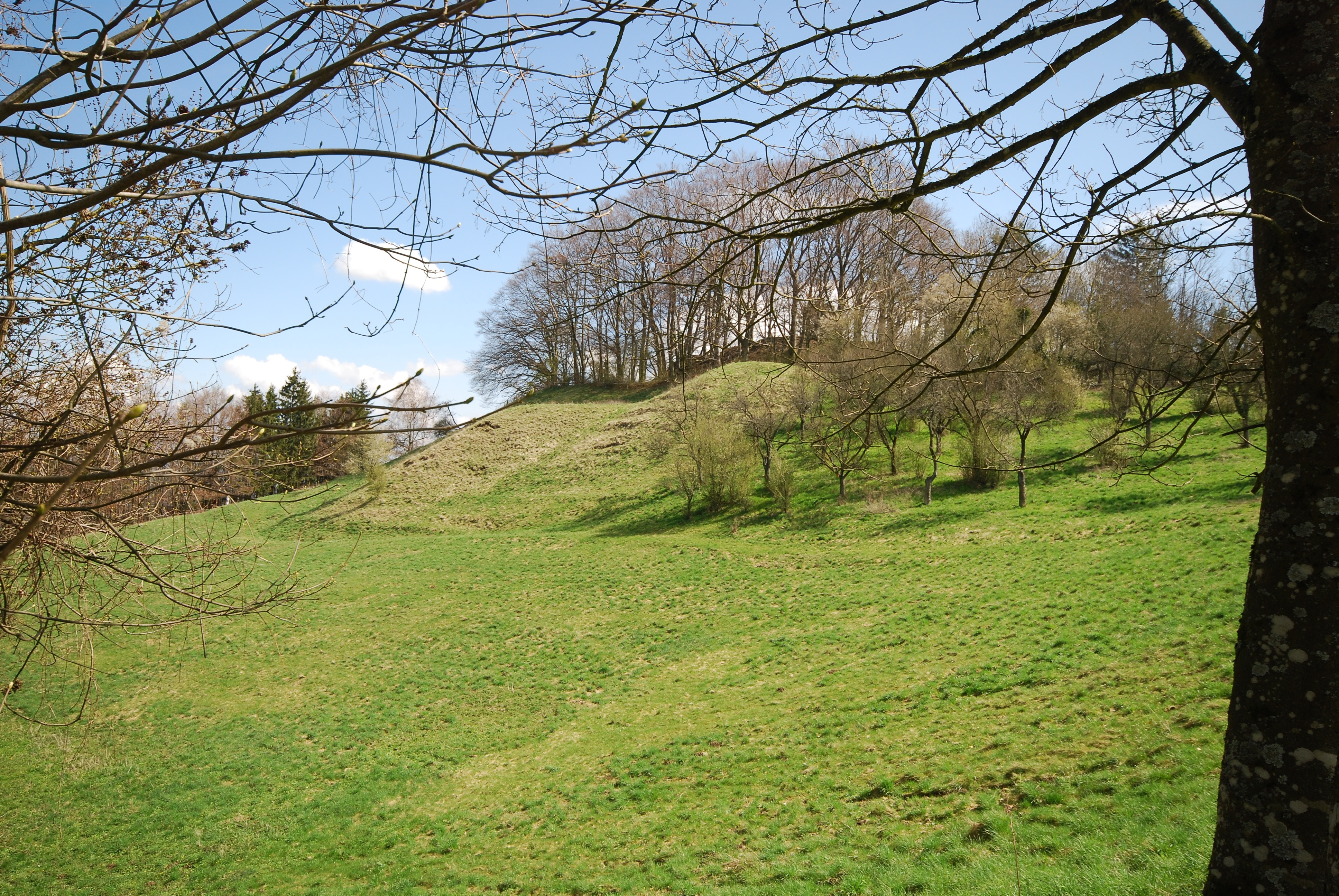

Vermutlich wurde die Burg, eventuell von den edelfreien Herren von Twiel, in der ersten Hälfte des 13. Jahrhunderts erbaut. Sie ist 1250 im Besitz der Herren von Rosenegg erwähnt und ging 1335 in den Besitz der Herren von Lupfen. Nachdem die Burg 1499 im Schweizerkrieg zerstört worden war, ging sie nach Wiederaufbau und Aussterben derer von Lupfen 1610 an das Hochstift Konstanz. 1617 wurde die Burg zur Nebenresidenz ausgebaut, die Wohngebäude wurden erhöht.
1632 wurde die Burg durch württembergische Truppen besetzt und 1639 von Hohentwieler Truppen zerstört. Ende des 17. Jahrhunderts wurde die Ruine abgebrochen. Von der ehemaligen Burganlage, die über einen Bergfried mit einer Grundfläche von 6,5 mal 6,5 Meter und einer Mauerstärke von 1,5 Meter verfügte, sind noch umfangreiche Mauerreste erhalten.